# Kerk van Niekerk (Het Hogeland)
De kerk van Niekerk is een oorspronkelijk in de 13e eeuw gebouwde kerk, gelegen op een wierde in Niekerk in de gemeente Het Hogeland in de Nederlandse provincie Groningen. De kerk is een rijksmonument en eigendom van de Stichting Oude Groninger Kerken.

## Geschiedenis
De middeleeuwse kerk van Niekerk is gebouwd in de 13e eeuw, maar daar valt aan de buitenzijde weinig van te zien. Door een aangebrachte pleisterlaag zijn de middeleeuwse noord- en oostmuur aan het zicht onttrokken. De west- en de zuidmuur zijn bij een grootscheepse hersteloperatie in 1629 opnieuw opgetrokken met gebruikmaking van oude kloostermoppen. Ook deze muren zijn later bepleisterd. In de oostelijke muur zijn de oorspronkelijke siernissen, ondanks de pleisterlaag, duidelijk zichtbaar (zie afbeelding). De herstelwerkzaamheden in 1629 vonden plaats onder verantwoordelijkheid van de borgheer van Asinga en Panser, Evert Lewe, collator van de kerk. Deze Lewe was aandeelhouder van de West-Indische Compagnie, die het jaar daarvoor een grote slag had geslagen door de verovering van de Zilvervloot. Een herdenkingssteen in de westgevel van de kerk maakt hier melding van. Op de steen staat de volgende tekst te lezen:
dese Kercke 1628 ter tydt
van t bemachtigen des Span
schen silvervloot nederge
worpen, is in t jaer 1629 als
Wesel en den Bosch erovert
van gronds op ter eren go
des end des selvest gemeen
te herbouwet end met dese
toorn vercyrt door beleid
van den EE-Evert Lewe tot
Asinga & c als collator end
Reynt Alyens
ende Eyse
Ubbens vogde
deser Kercke
inder tit 1629
In deze periode werd ook de kerktoren geplaatst met een windvaan in de vorm van een leeuw, het symbool van de familie Lewe. De luidklok in de toren is niet de originele, want die werd tijdens de Tweede Wereldoorlog weggeroofd door de Duitse bezetters. In 1952 werd een 'nieuwe' klok in gebruik genomen, die afkomstig was uit Goes. Deze klok is in 1762 gegoten door A. Petit.
Het eenklaviers kerkorgel is in 1883 gebouwd door de orgelbouwers Van Oeckelen.

## Fotogalerij

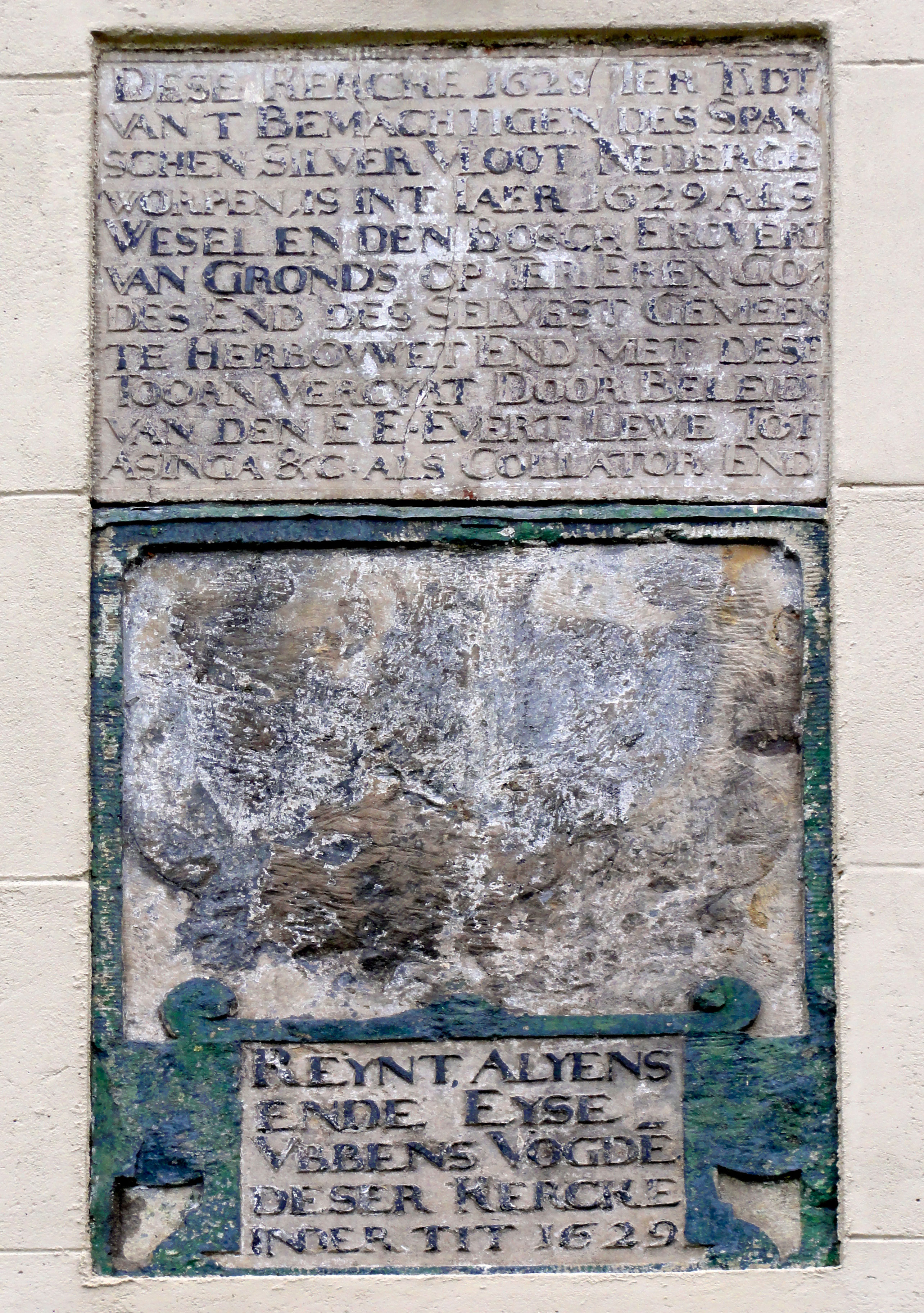
Steen ter herdenking verbouwing 1629
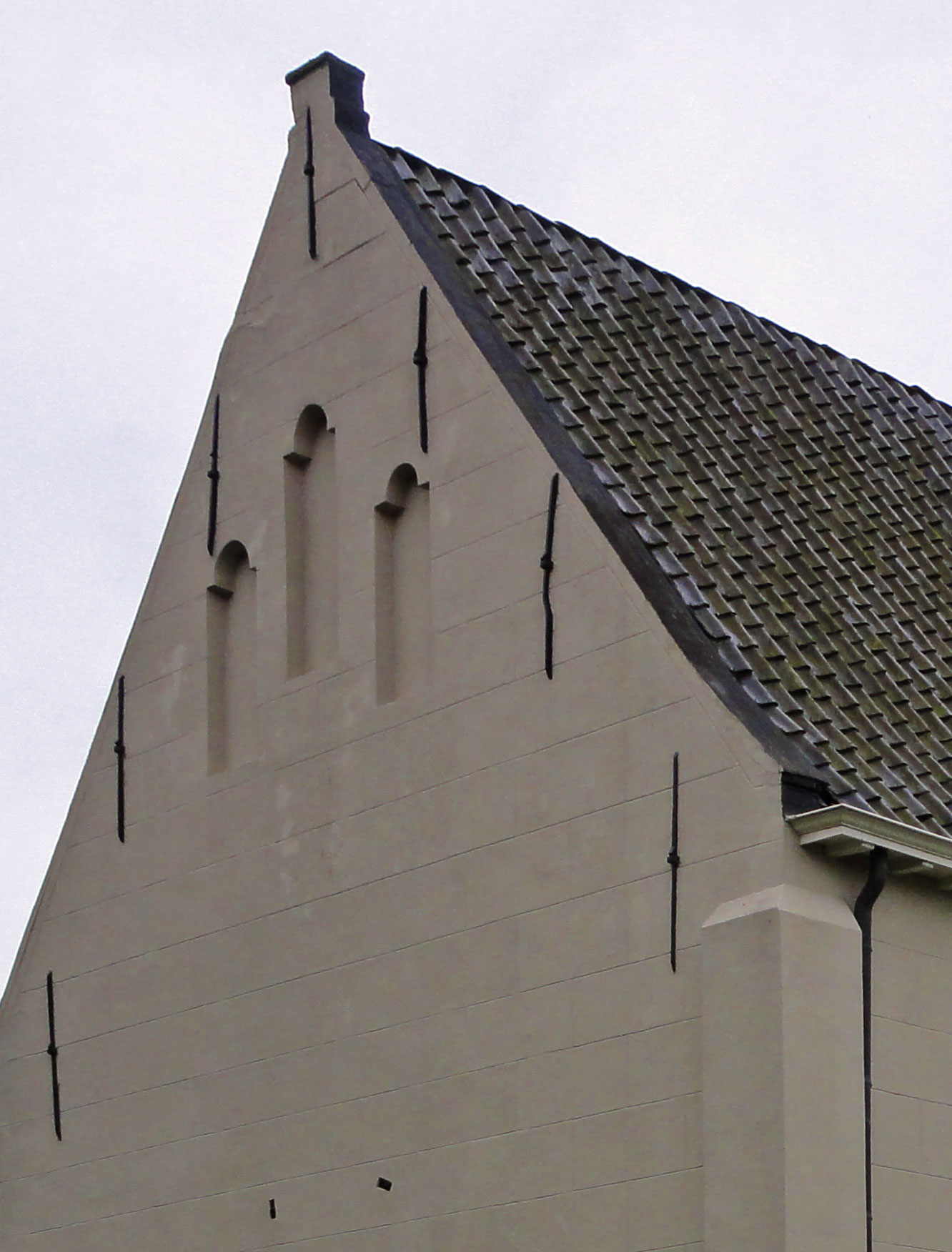
Nissen in de oostelijke muur
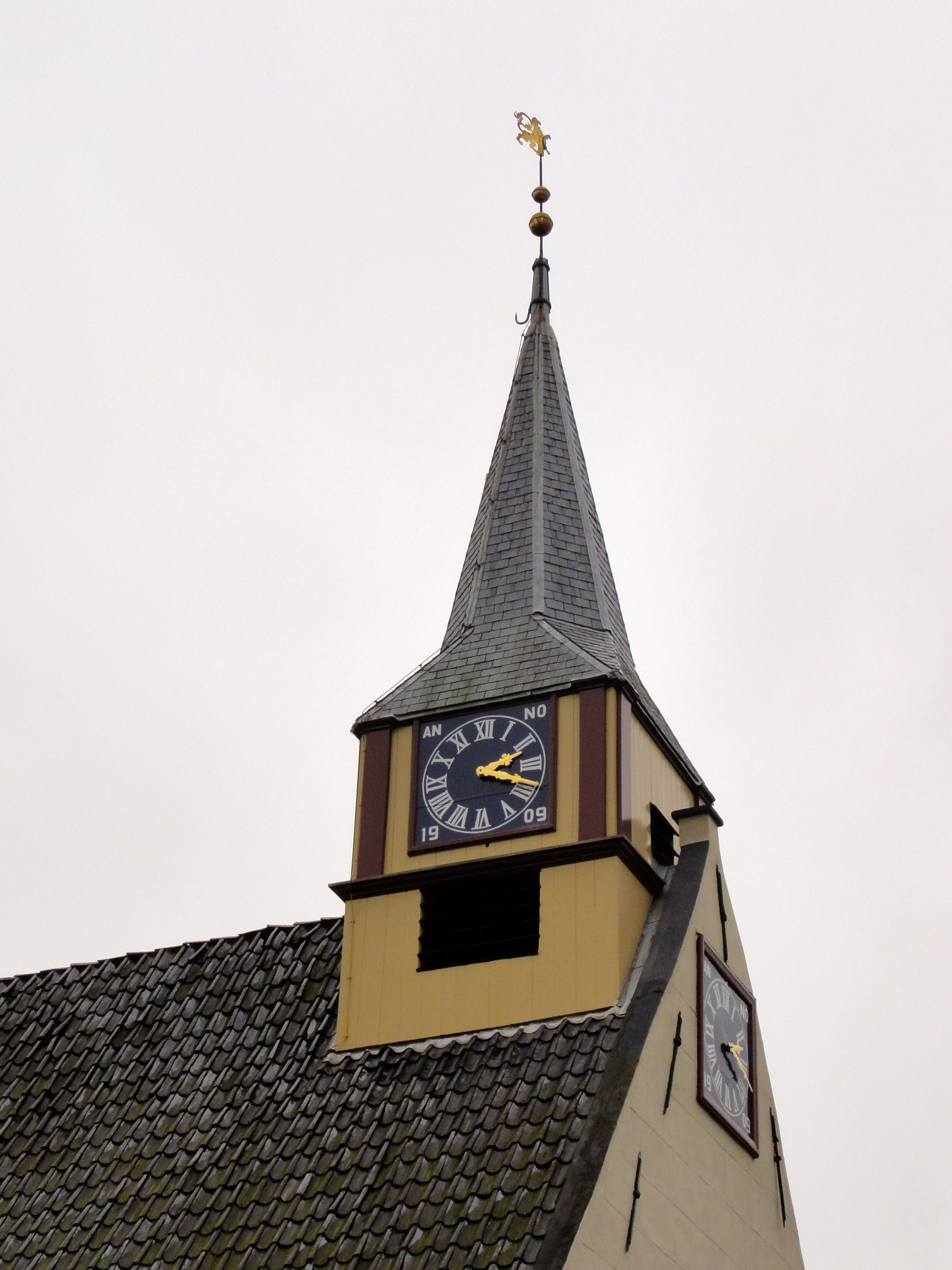
Kerktoren
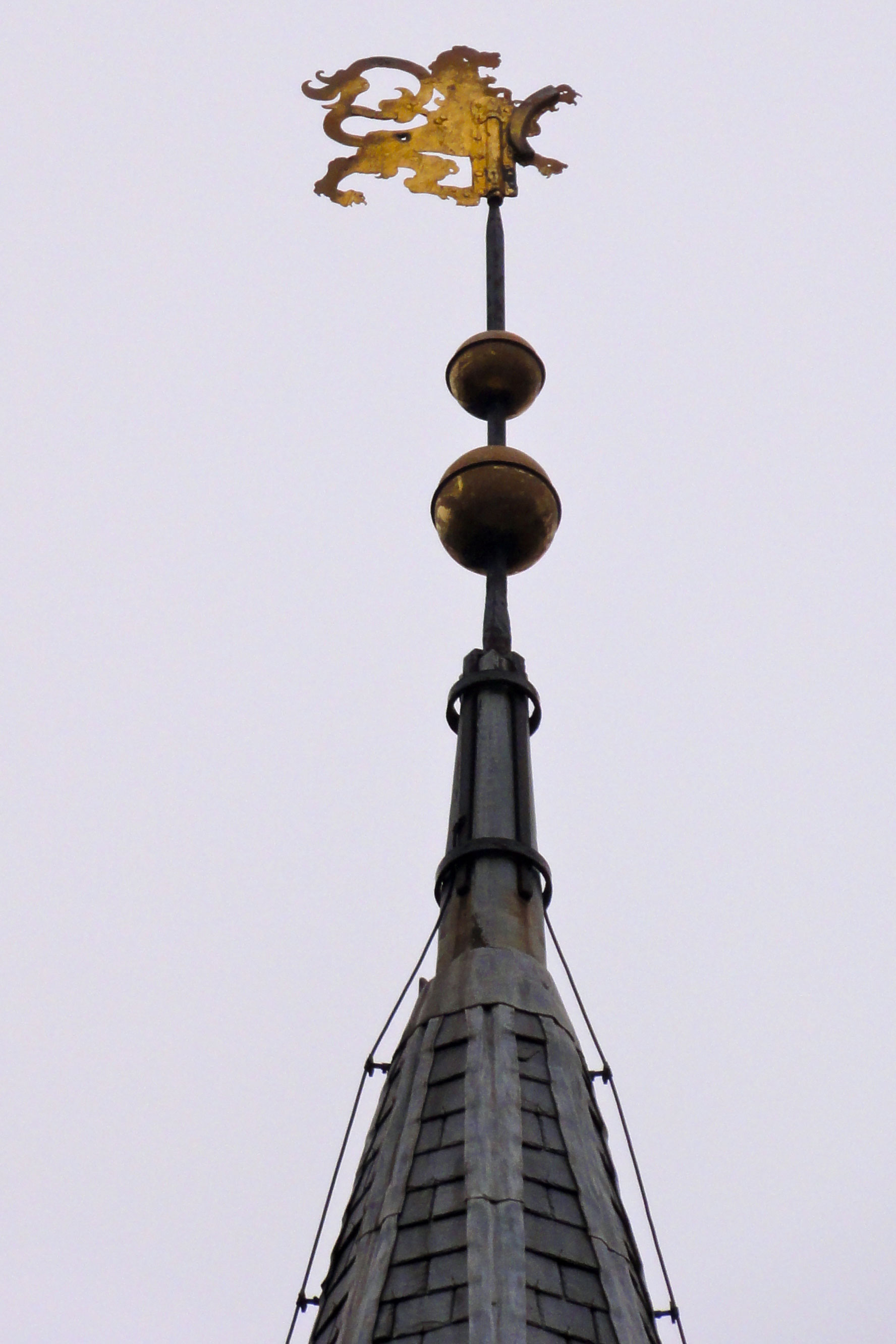
De Leeuw als windvaan
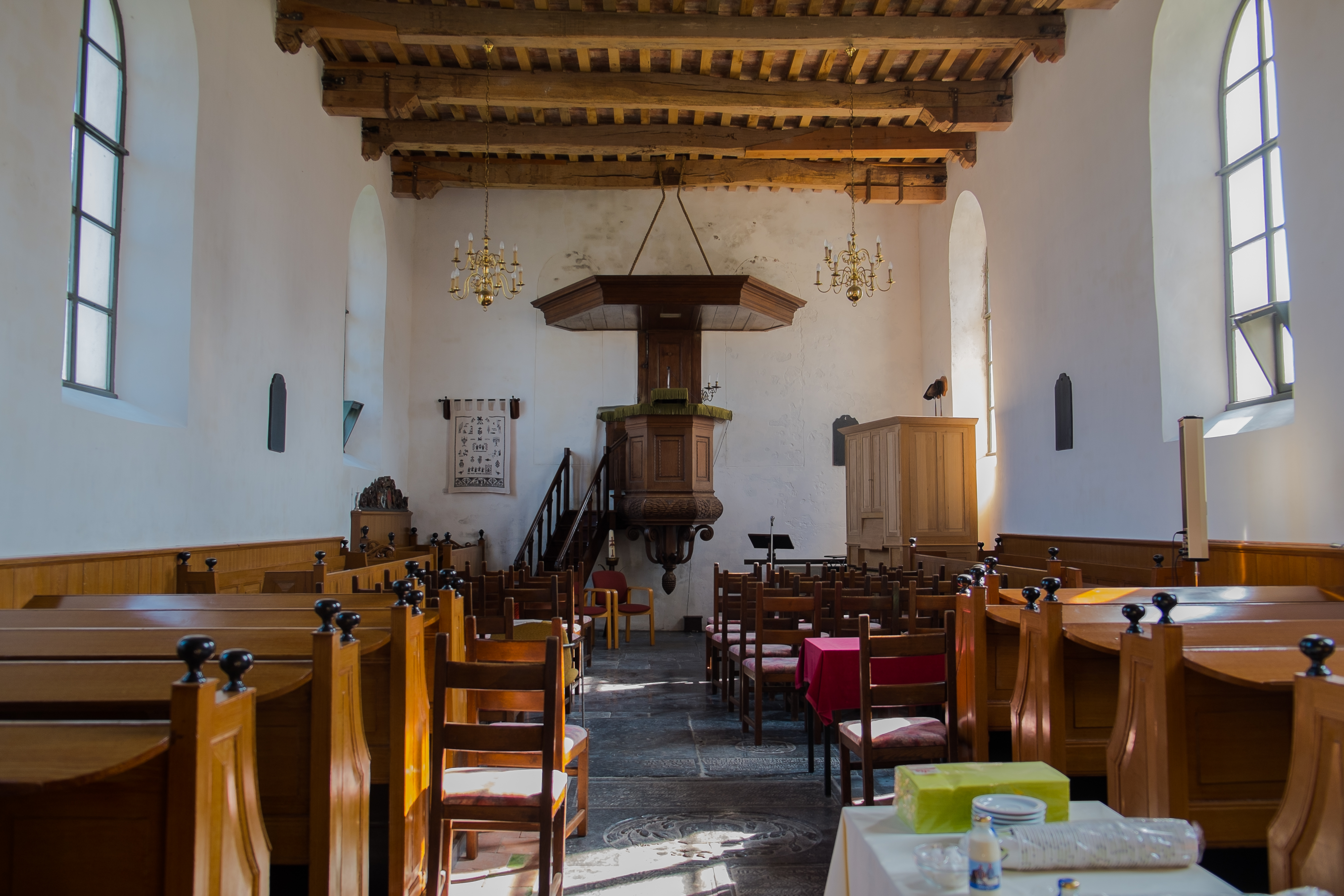
Interieur naar het oosten. Het kistorgel rechtsachter staat tijdelijk in de kerk (2014)
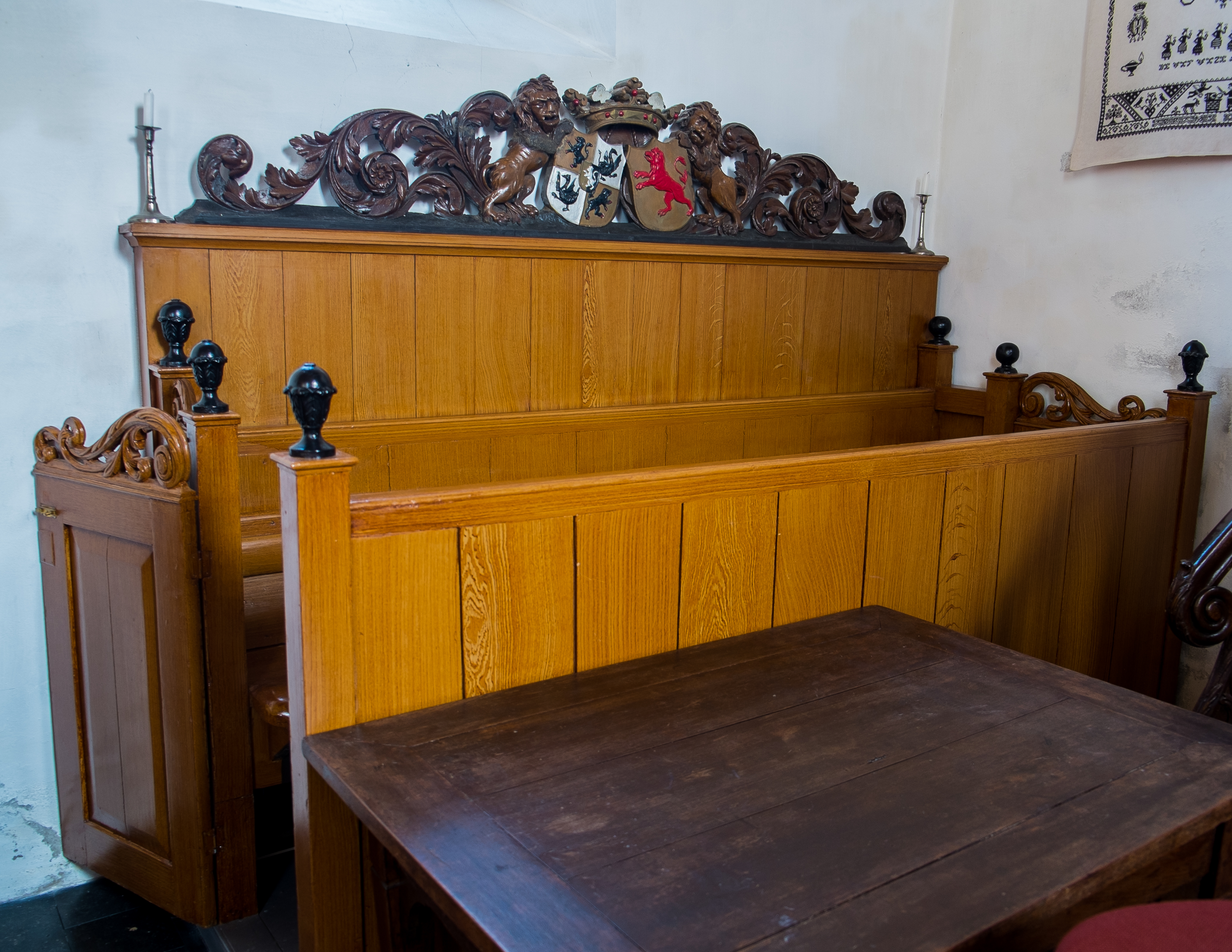
Herenbank
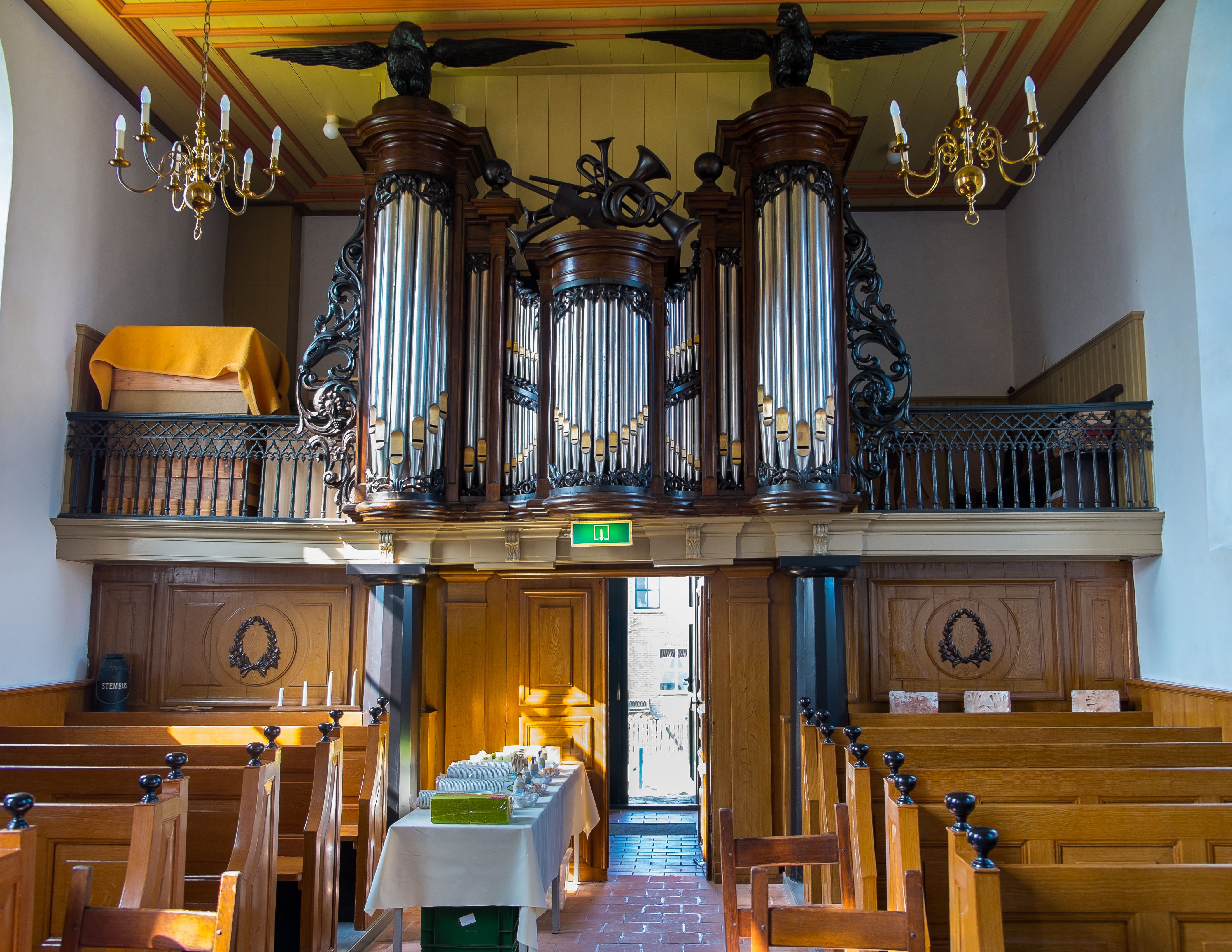
Van Oeckelenorgel boven de ingang